# 救生衣

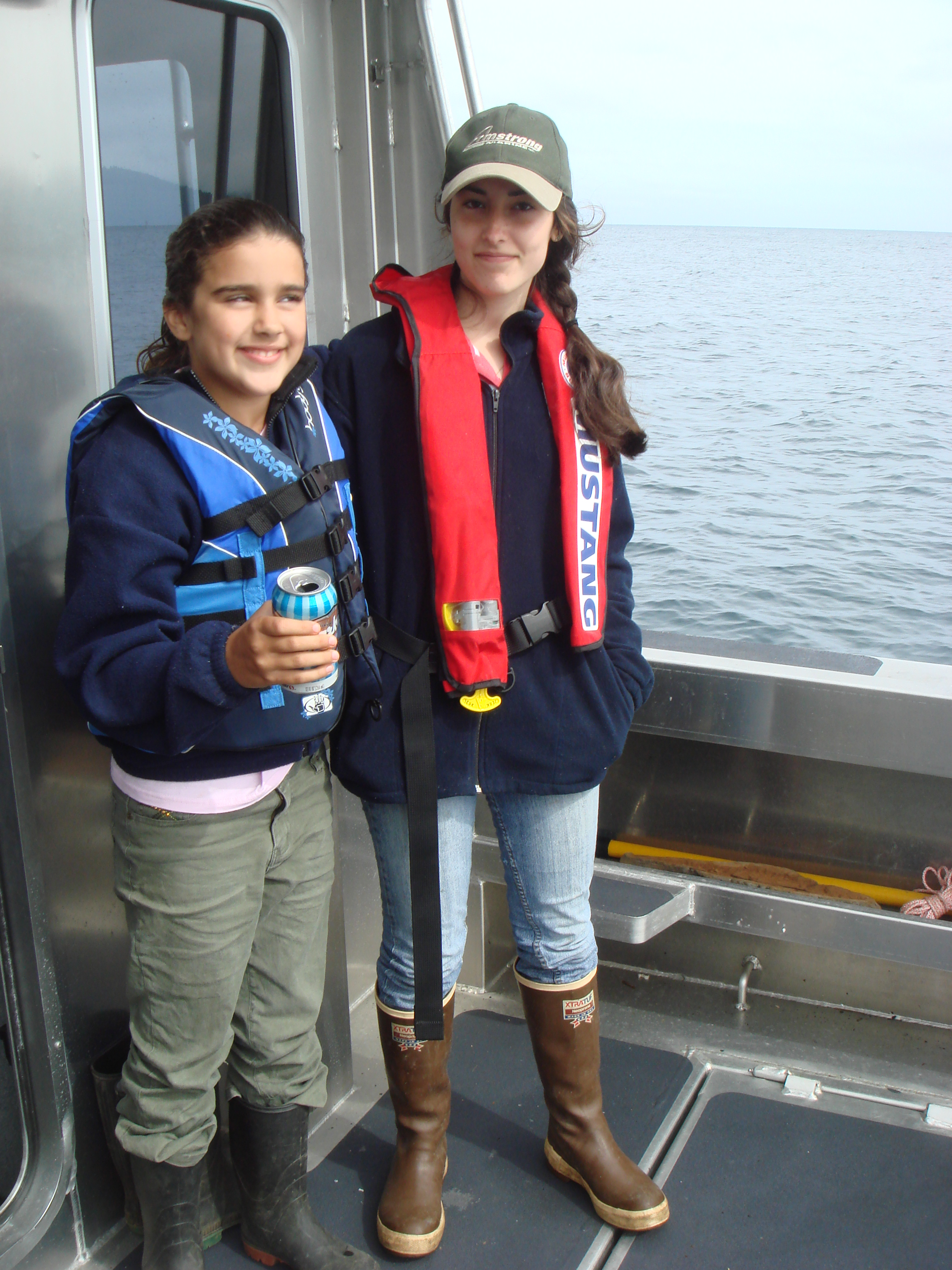
最常见的两种救生衣形态

救生衣（life jacket）又稱救生背心（life vest），是个人漂浮装备（personal flotation device，简称PFD）的俗称，是一种背心或马甲形态的充气软囊，可以提供浮力让使用者在落入水中时更容易将头部和口鼻保持在水面之上防止溺水窒息，以便在水上运动、船難或航空事故時可以延长生存机率和时间并协助成功搜救。救生衣之物料成分主要為發泡膠或橡胶气囊。外表顏色多鲜艳醒目（例如鮮橙色、香蕉黃等），方便救生員發現。

## 种类

### 水上运动救生衣
船用工作救生衣（Water Sports Lifejacket）供游玩时穿着起保护作用。

### 飛機救生衣
在飛機上，所有座位的下方都放有救生衣，以於飛機迫降水面時使用。不同於水上活動的救生衣，因機上空間狹窄，為減小佔用空間，機上的救生衣不會以發泡的材質製作。在飛機起飛前，空服員會以親自示範或播放影片的方式教導乘客如何正確使用救生衣。救生衣須拉繩或吹氣後才會充氣，但只能在離開機艙後才可充氣，否則機艙進水後會因浮力而難以逃生。

## 图库

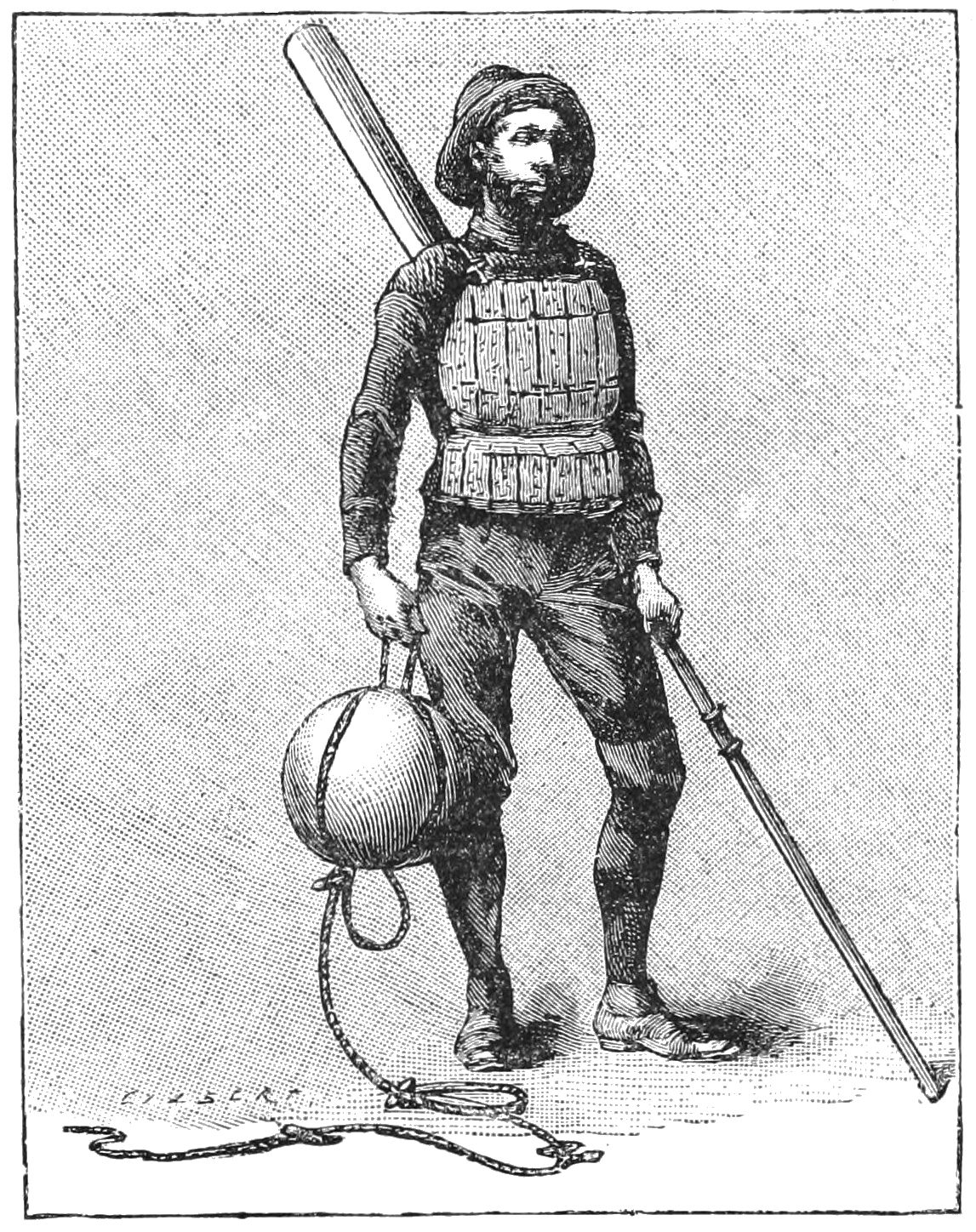
1887年的软木救生衣
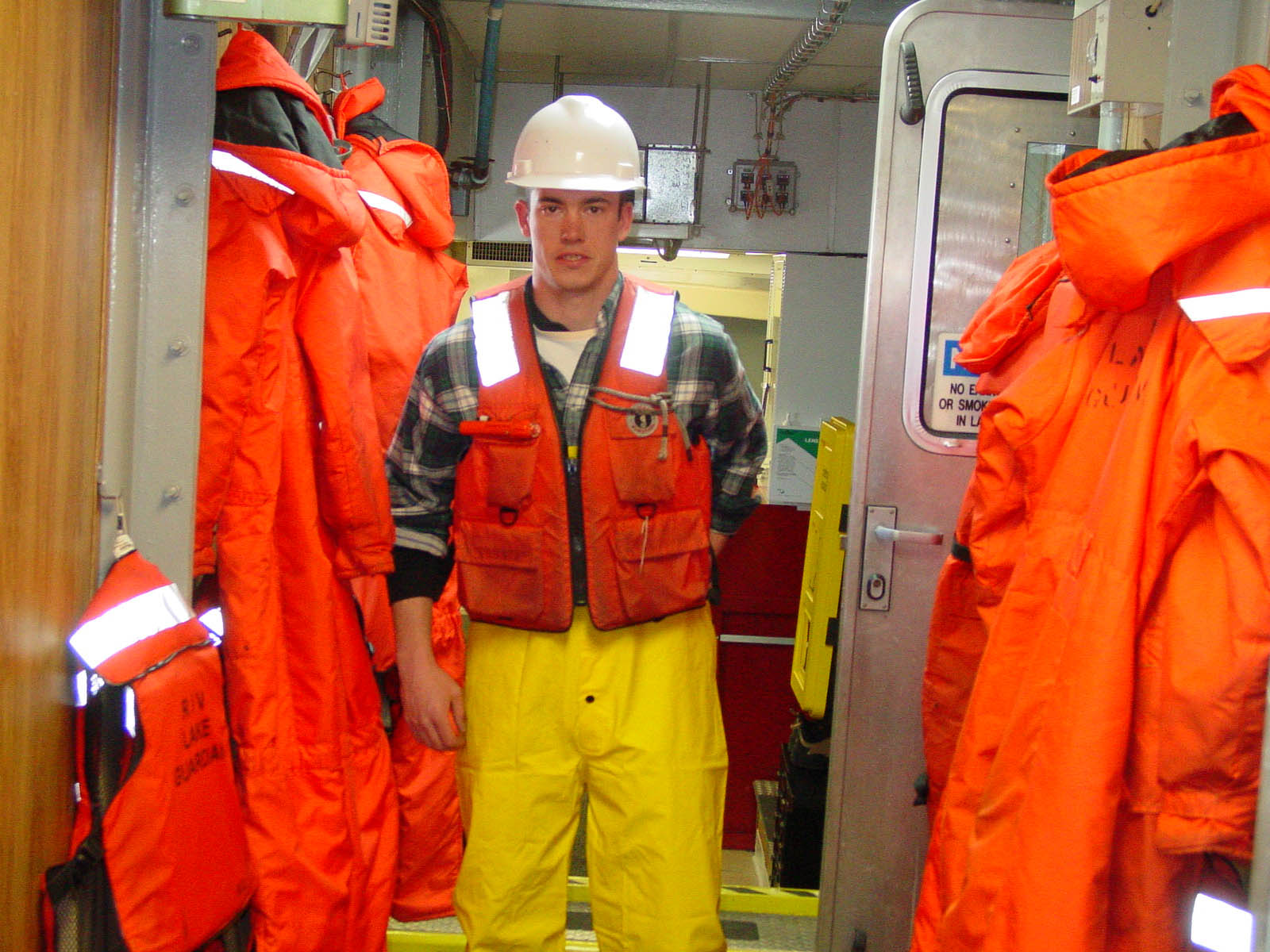
穿有救生衣的工作人员
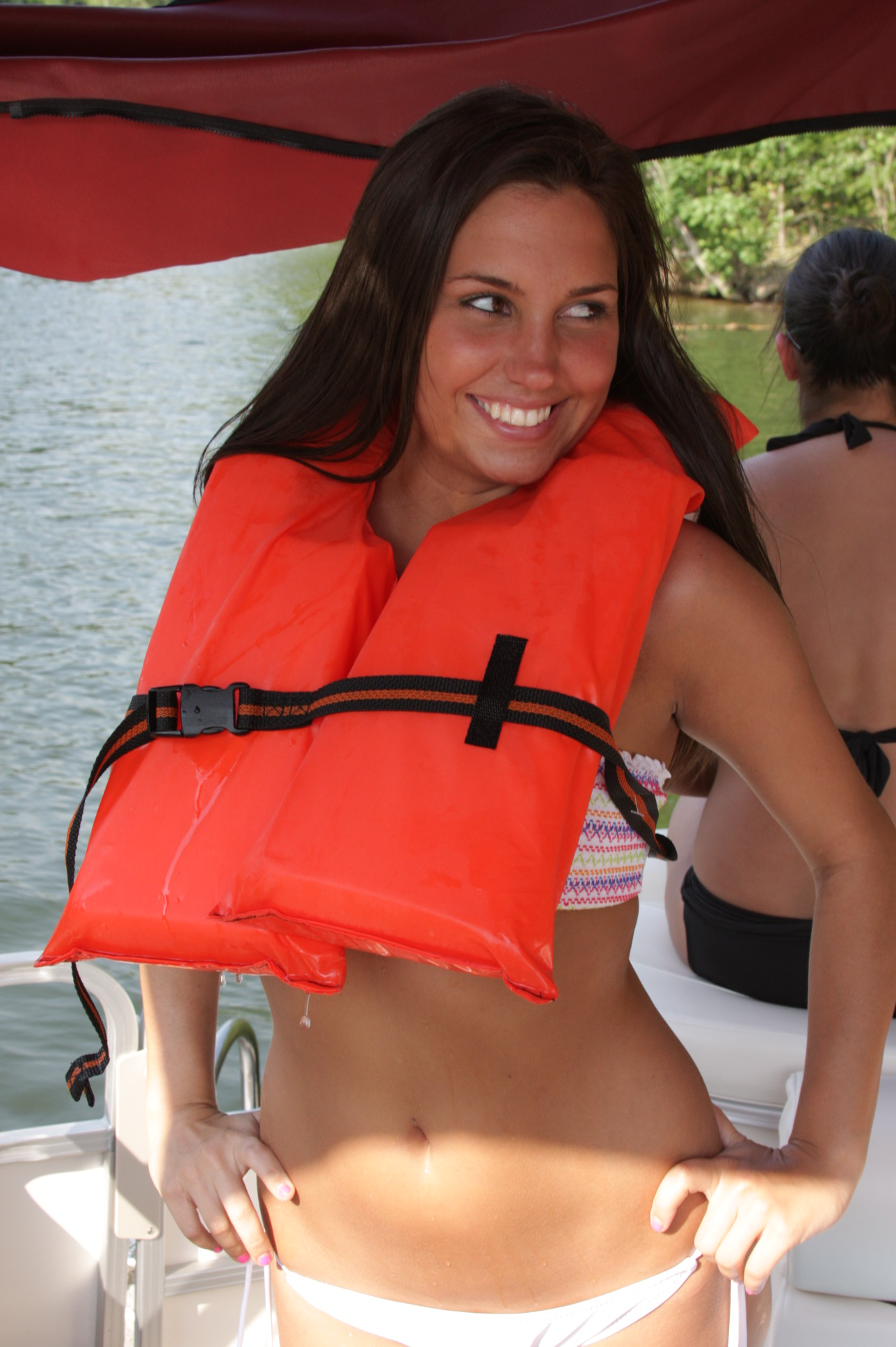
穿着救生衣的泳装模特
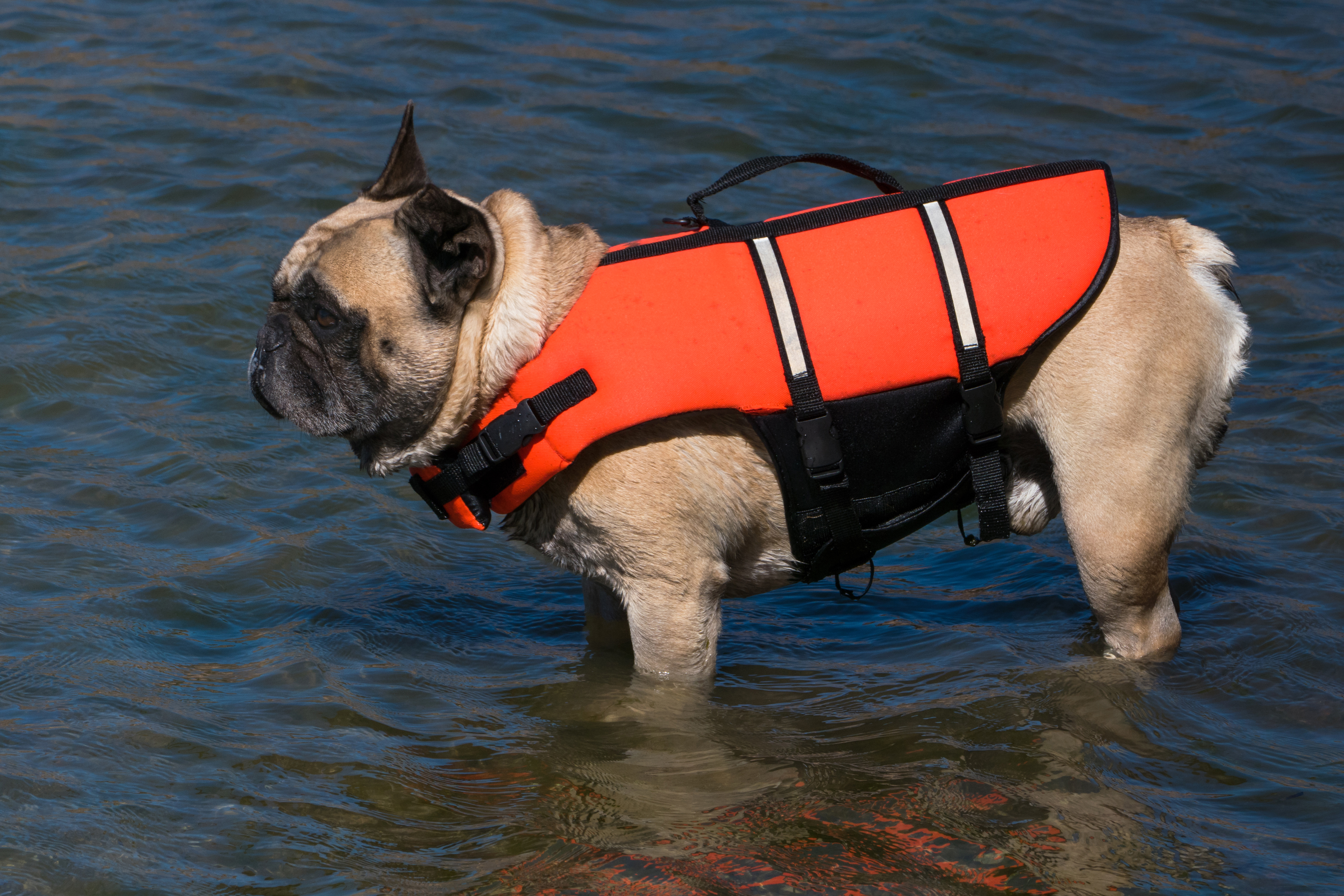
穿有救生衣的法国斗牛犬